# Longino
Longino (in latino Longinus; fl. I secolo) è stato un militare romano.
Secondo una tradizione cristiana, è il nome del soldato romano che trafisse, con la propria lancia (passata alla storia con il nome di "Lancia di Longino" o anche "Lancia del Destino"), il costato di Gesù crocifisso per accertare che fosse morto, come riporta il vangelo secondo Giovanni:
Nei vangeli canonici non è presente il nome del soldato; il nome "Longinus" deriva da una versione degli Atti di Pilato, apocrifi. Longino è venerato come martire dalla Chiesa ortodossa e come santo dalla Chiesa cattolica.

## Fonti su Longino
Nessun nome per questo soldato è dato nei Vangeli canonici; il nome Longino si ritrova invece negli Atti di Pilato, testo allegato al Vangelo apocrifo di Nicodemo. Longino non iniziò come santo. Una tradizione antica, che si trova in una "Lettera di Erode a Pilato" pseudepigrafica del VI o VII secolo, afferma che Longino per aver trafitto Gesù fu condannato a rimanere recluso in una grotta, dove ogni notte un leone lo sbranava fino all'alba, dopodiché il suo corpo durante il giorno tornava integro, in uno schema che si sarebbe ripetuto fino alla fine dei tempi.  
Le tradizioni successive lo trasformarono in un cristiano convertito, ma come Sabine Baring-Gould osservò: "Il nome di Longino non era noto ai Greci prima del patriarca Germano, nel 715. Fu introdotto tra gli occidentali dal Vangelo apocrifo di Nicodemo. Non vi è alcuna autorità attendibile per gli Atti e il martirio di questo santo". 
Il nome è probabilmente latinizzato dal greco Lonche (λόγχη), parola usata per la lancia menzionata in Giovanni 19,34. Compare per la prima volta su una miniatura della Crocifissione accanto alla figura del soldato con in mano una lancia, scritta, forse contemporaneamente, in lettere greche orizzontali, LOGINOS (ΛΟΓΙΝΟϹ), nel manoscritto evangelico siriaco miniato da un certo Rabula nel anno 586, nella Biblioteca Medicea Laurenziana, Firenze. La lancia usata è conosciuta come Lancia Sacra e, più recentemente e specialmente nei circoli occulti, come "Lancia del Destino", venerata a Gerusalemme nel VI secolo, sebbene né il centurione né il nome "Longinus" fossero invocati in alcun rapporto superstite. Come "Lancia di Longino", la lancia figura nelle leggende del Santo Graal.
Secondo la Beata Caterina Emmerick (1774 - 1824), la religiosa tedesca, che dettò le sue visioni mistiche (più di 12.000 pagine) al  famoso poeta romantico di quel tempo Clemens Maria Brentano, il centurione che trafisse il costato di Gesù si chiamava Cassio ed era di età giovane per  essere un centurione e per giunta strabico. Fu sua, di Cassio, l'idea di non spezzare le gambe a Gesù per accertarsi della morte o per accelerare la stessa (come di consuetudine veniva fatto a tutti i crocifissi, compresi i due ladroni compagni di sventura di Gesù) ma di trafiggergli il costato con un colpo di lancia sul lato destro, inferto a due mani dopo una breve corsa sul cavallo che montava. Sempre secondo Santa Caterina Emmerick, al momento dell'infissione della lancia uno spruzzo di sangue e acqua dal costato di Cristo colpì gli occhi del centurione risanandoli all'istante. Da quel momento, racconta sempre la Emmerick, non fu più conosciuto come Cassio ma prese il nome Longino (Longinus) e fu conosciuto, dai cristiani contemporanei e futuri, proprio con quel nome.
La cecità o altri problemi agli occhi non vengono menzionati fino a dopo il X secolo. Petrus Comestor è stato uno dei primi ad aggiungere un problema di vista alla leggenda e il suo testo può essere tradotto come "cieco" o "ipovedente". La leggenda aurea dice che vide i segni celesti prima della conversione e che i suoi problemi agli occhi potrebbero essere stati causati da una malattia o dall'età. Il tocco del sangue di Gesù cura il suo problema agli occhi:

La leggenda cristiana narra che Longino fosse un centurione romano cieco che conficcò la lancia nel fianco di Cristo durante la crocifissione. Parte del sangue di Gesù cadde sui suoi occhi e fu guarito. In questo miracolo Longino credette in Gesù.

Si dice che il corpo di Longino sia andato perduto due volte, e che il suo secondo ritrovamento avvenne a Mantova nel 1304, insieme alla Sacra Spugna macchiata del sangue di Cristo, con la quale si diceva - estendendo il ruolo di Longino - che Longino aveva contribuito a purificare il Cristo corpo quando fu deposto dalla croce. La reliquia, corpule di presunto sangue prelevato dalla Lancia Santa, godette di un rinnovato culto nella Bologna della fine del XIII secolo sotto l'impulso combinato dei romanzi del Graal, della tradizione locale dei miracoli eucaristici, della cappella consacrata a Longino, del Sacro Sangue nei Benedettini chiesa del monastero di Sant'Andrea, e il patronato dei Bonacolsi.
Le reliquie sarebbero state divise e poi distribuite a Praga e altrove, con il corpo trasportato nella Basilica di Sant'Agostino a Roma. Tuttavia, le guide ufficiali della Basilica non menzionano la presenza di alcuna tomba legata a San Longino. Si dice anche che il corpo di Longino sia stato ritrovato in Sardegna. quali?Fonti greche affermano che subì il martirio a Gabala, in Cappadocia; Longino sarebbe nato a Sandiale/Sardial, sempre in Cappadocia.

## Agiografia

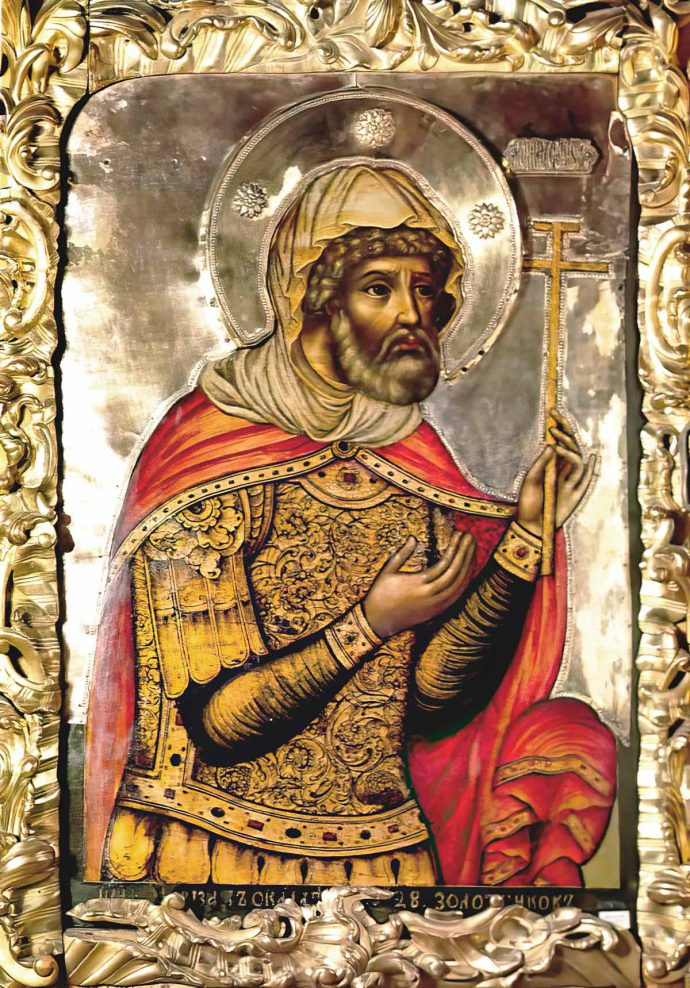
Longino martire (Chiesa Ortodossa)
opera di Fëdor Evtichievič Zubov (1680)

Nato nella città di Anxanum (oggi Lanciano), dove sarebbe tornato in vecchiaia, militò nella Legione Fretense, di stanza in Siria e nella Palestina attorno all'anno 30. Altre leggende sostengono che sia nato in Cappadocia. Secondo la tradizione fu il centurione romano che al momento della morte di Gesù gridò: ”Costui era veramente il figlio di Dio”, e che successivamente, quando il corpo di Gesù doveva essere deposto dalla croce perché stava per incominciare il sabato, giorno di festa per gli ebrei, in cui non si potevano lasciare i cadaveri dei condannati a morte esposti per evitare di spezzargli le ossa delle gambe, come prescriveva la legge, per un atto di pietà, preferì colpirgli il costato con la lancia, dal quale sgorgarono sangue e acqua. Una tradizione medievale racconta che Longino era malato agli occhi, ma il sangue di Gesù, schizzato su di essi, lo guarì. Potrebbe essere una leggenda popolare nata per dire che la vista del sangue di Cristo, mentre era ai piedi della croce, gli aprì gli occhi alla fede cristiana.
Comandò poi i soldati messi di guardia al sepolcro di Gesù, e dopo la sua Risurrezione andò assieme alle altre guardie dai sommi sacerdoti a riferire l'accaduto. Questi tentarono di corromperli con doni e promesse affinché testimoniassero falsamente che i soldati di guardia al sepolcro si erano addormentati, permettendo che i seguaci di Gesù ne trafugassero il corpo, per poi dire che era risorto. Mentre gli altri soldati si lasciarono corrompere, Longino rifiutò di dire il falso, anzi contribuì a diffondere a Gerusalemme il resoconto della Resurrezione di Cristo. Per questo motivo cadde in disgrazia agli occhi dei maggiorenti della città, che decisero di farlo uccidere. Il centurione, però, avendo scoperto questo disegno, lasciò l'esercito romano assieme a due commilitoni e si rifugiò in una contrada poco distante da Lanciano.

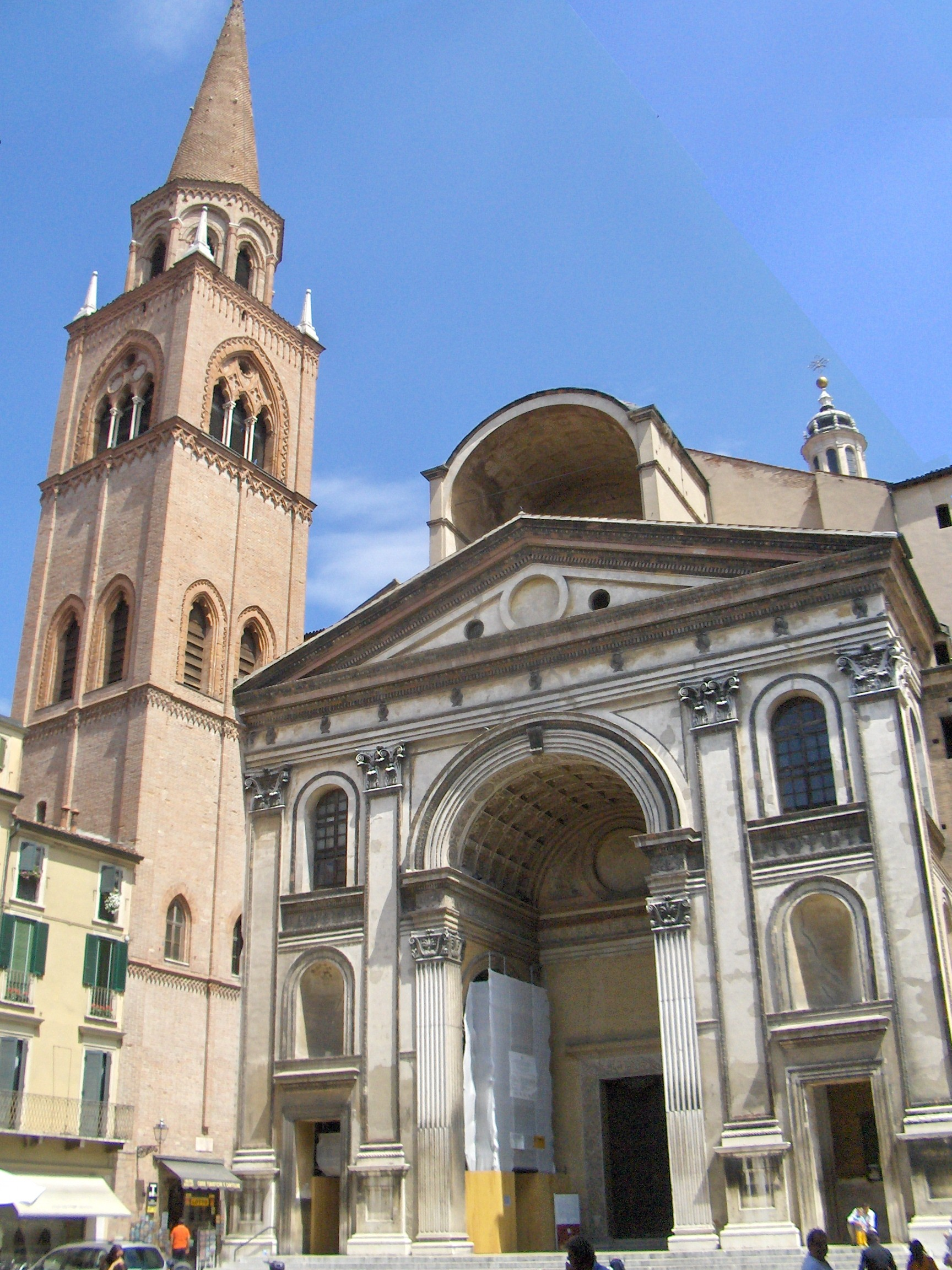
Basilica di Sant'Andrea (Mantova)

Un'altra leggenda vuole che costui tornò in Cappadocia, ove si diffuse la notizia della Resurrezione, convertendo al cristianesimo molte persone. La cosa fu notata dalle comunità israelitiche presenti nella regione, che la riferirono subito ai sacerdoti di Gerusalemme, che intervennero presso Pilato chiedendo la condanna a morte di Longino per tradimento. Pilato acconsentì e inviò in Cappadocia due fidati soldati della sua guardia con l'ordine di catturare lui e i suoi due compagni, decapitarli e riportargli indietro le loro teste. Appena giunti questi incontrarono Longino, ma non lo riconobbero, anzi gli chiesero dove potessero rintracciarlo. Il centurione si offrì di aiutarli e li ospitò in casa sua per tre giorni. Quando giunse il momento di accomiatarsi, i due soldati gli chiesero come potevano sdebitarsi dell'ospitalità, egli allora si rivelò dicendo: Sono Longino, che state cercando, sono pronto a morire e il più grande regalo che possiate farmi è di eseguire gli ordini di chi vi ha mandato. I due non volevano credere alle sue parole, ma poi dietro le sue insistenze e per paura della punizione di Pilato, si decisero a eseguire la sentenza su di lui e sui suoi due compagni.
Longino raccomandò loro dove dovevano seppellire il suo corpo, si fece portare da un servo una veste bianca, la indossò e si lasciò decapitare.
Le due guardie riportarono a Gerusalemme le teste dei tre condannati, che Pilato fece esporre alle porte della città e che poi fece gettare in una discarica. Dopo qualche tempo, una povera donna cieca della Cappadocia, rimasta vedova, si mise in viaggio per Gerusalemme guidata dal figlioletto per chiedere la grazia di essere guarita: appena giunse nella città il figlio morì lasciandola sola e senza guida. Le apparve in sogno Longino, incoraggiandola e promettendole che avrebbe pregato per la sua guarigione, le chiese poi di aiutarlo a dare degna sepoltura alla sua testa e le indicò il luogo dove doveva andare a cercarla. La cieca allora, facendosi accompagnare, ritrovò la testa di Longino nella discarica, sotto un mucchio di pietre, e appena la toccò riacquistò la vista. Dopo le riapparve in sogno il santo che la rassicurò, facendole vedere che il figlio era già in paradiso. La pregò poi di riporre la sua testa nella stessa bara del figlio e di seppellirla a Sardial nel suo villaggio natale.
Un'altra tradizione riguarda il ritorno di Longino in Italia da Gerusalemme, nella sua città natale, ossia Anxanum, l'attuale Lanciano: qui avrebbe predicato e donato tutti i suoi averi ai poveri, prima di essere catturato e giustiziato. Nel luogo di sepoltura venne costruita la chiesa di San Legonziano, che oggi corrisponde alla chiesa di San Francesco a Lanciano, riconosciuta come il santuario del primo miracolo eucaristico della storia, noto anche come il “Miracolo Eucaristico di Lanciano”. La testa invece fu riportata indietro a Pilato per provare l’avvenuta esecuzione.
Un'ulteriore tradizione racconta che portò con sé in Italia il sangue raccolto dalla ferita di Gesù in un'ampolla, osservando che il sangue si liquefaceva (questo particolare sarebbe simile al miracolo del sangue di san Gennaro). Longino sarebbe poi stato martirizzato nei pressi di Mantova.

## Culto e tradizione mantovana

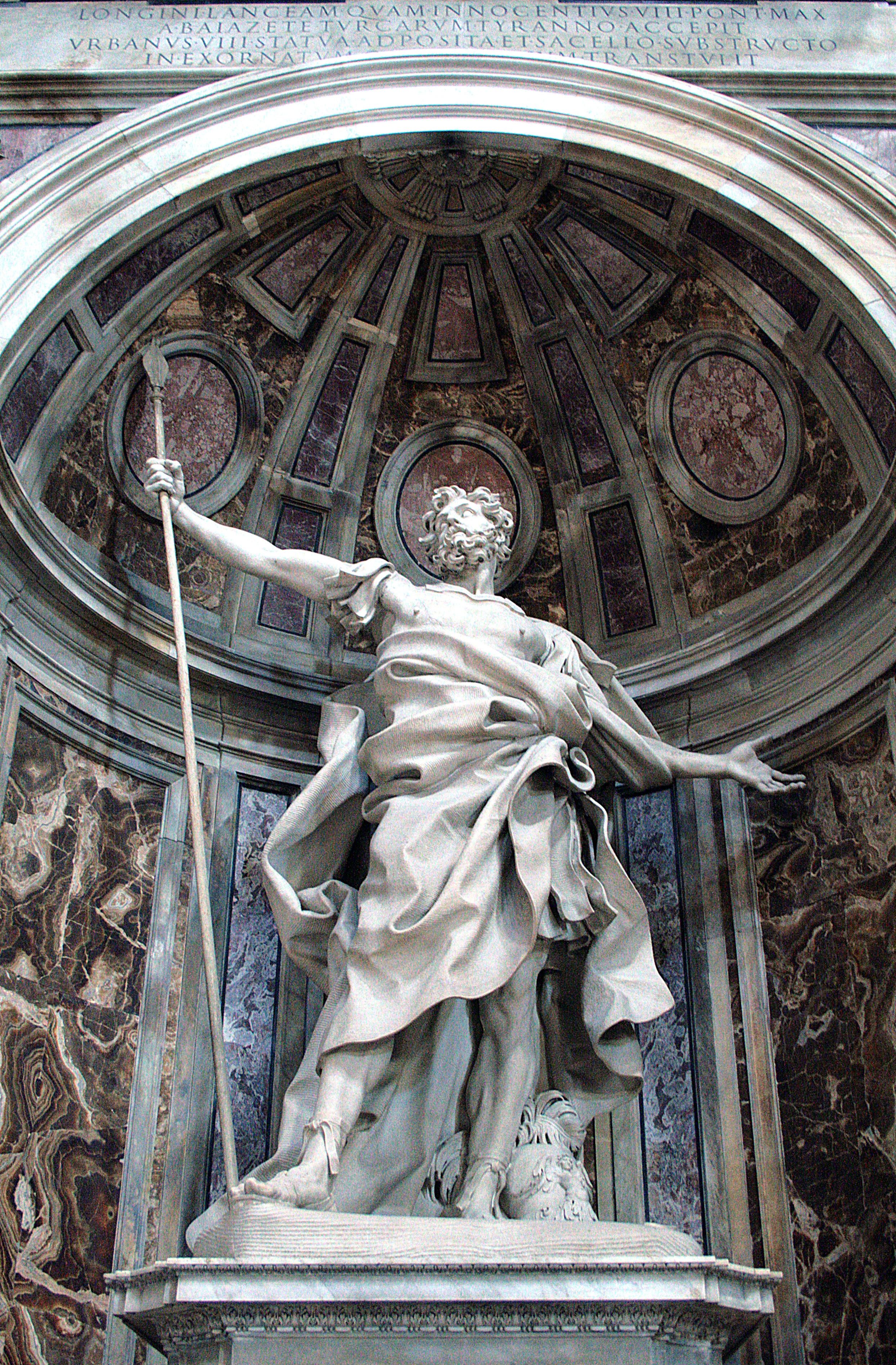
La statua del santo in Vaticano.

Il Martirologio Romano fissa la memoria liturgica il 15 marzo, quello orientale il 16 ottobre.
Secondo la tradizione di Mantova, dopo il martirio avvenuto nei pressi della città, fu seppellito nel sito dove poi sorse la basilica di Sant'Andrea. Nella cripta della stessa basilica si conservano tuttora la reliquia della fiala del "preziosissimo sangue di Cristo", che sarebbe il sangue raccolto da Longino, e la reliquia della spugna usata per dare da bere l'aceto a Gesù.
La leggenda mantovana appare ben definita. Così come la espone Ippolito Donesmondi, nella Historia Ecclesiastica di Mantova del 1612, essa si sviluppa in tre momenti distinti. Longino, risanato, giunge a Mantova nell'anno 36 portando con sé la reliquia del Santo Sangue, che nasconde in un luogo segreto nei pressi dell'Ospedale dei Pellegrini, in prossimità di un tempio di Diana, là dove sorgerà poi la chiesa di Sant'Andrea. Incomincia quindi la sua predicazione. Infine, il 15 marzo del 37 viene martirizzato per decapitazione in un sobborgo chiamato Cappadocia;  a ricordo del suo sacrificio viene posta una grata. Due secoli più tardi sarà costruito nei pressi un oratorio intitolato a Santa Maria, detta del Gradaro.
Il corpo del martire sarebbe per caso sepolto, il 2 dicembre dell'anno 37, proprio là dove era interrata la reliquia. Il tutto sarà ritrovato una prima volta nell'anno 804, quando Andrea apostolo, apparso a un fedele, indica con precisione il luogo dove si trovava la cassetta portata da Longino. Nello stesso sito si scoprirono le ossa del martire, oggi conservate anch'esse nella basilica di Sant'Andrea. Il ritrovamento ebbe la fulminea approvazione di Carlo Magno e del papa Leone III, convenuti tempestivamente sul posto.
La santificazione del vecchio soldato avvenne il giorno 2 dicembre 1340 sotto il papato di Innocenzo VI.
Nelle raffigurazioni artistiche Longino viene rappresentato:
- Ai piedi della croce, in armatura da legionario romano, con l'elmo e il gladio al fianco, mentre con la sinistra si ripara gli occhi e con la destra colpisce con la lancia il costato di Gesù.
- Inginocchiato, con la testa su di un ceppo, pronto per essere decapitato e con gli occhi cavati (perché prima della decollazione avrebbe avuto gli occhi cavati).
- Con l'armatura mentre uccide con la lancia un drago.
- Vestito da legionario, con in mano un'ampolla contenente il sangue di Cristo.

Una statua di san Longino è presente nella basilica di San Pietro in Vaticano, scolpita da Gian Lorenzo Bernini.

## Culto e tradizione a Lanciano

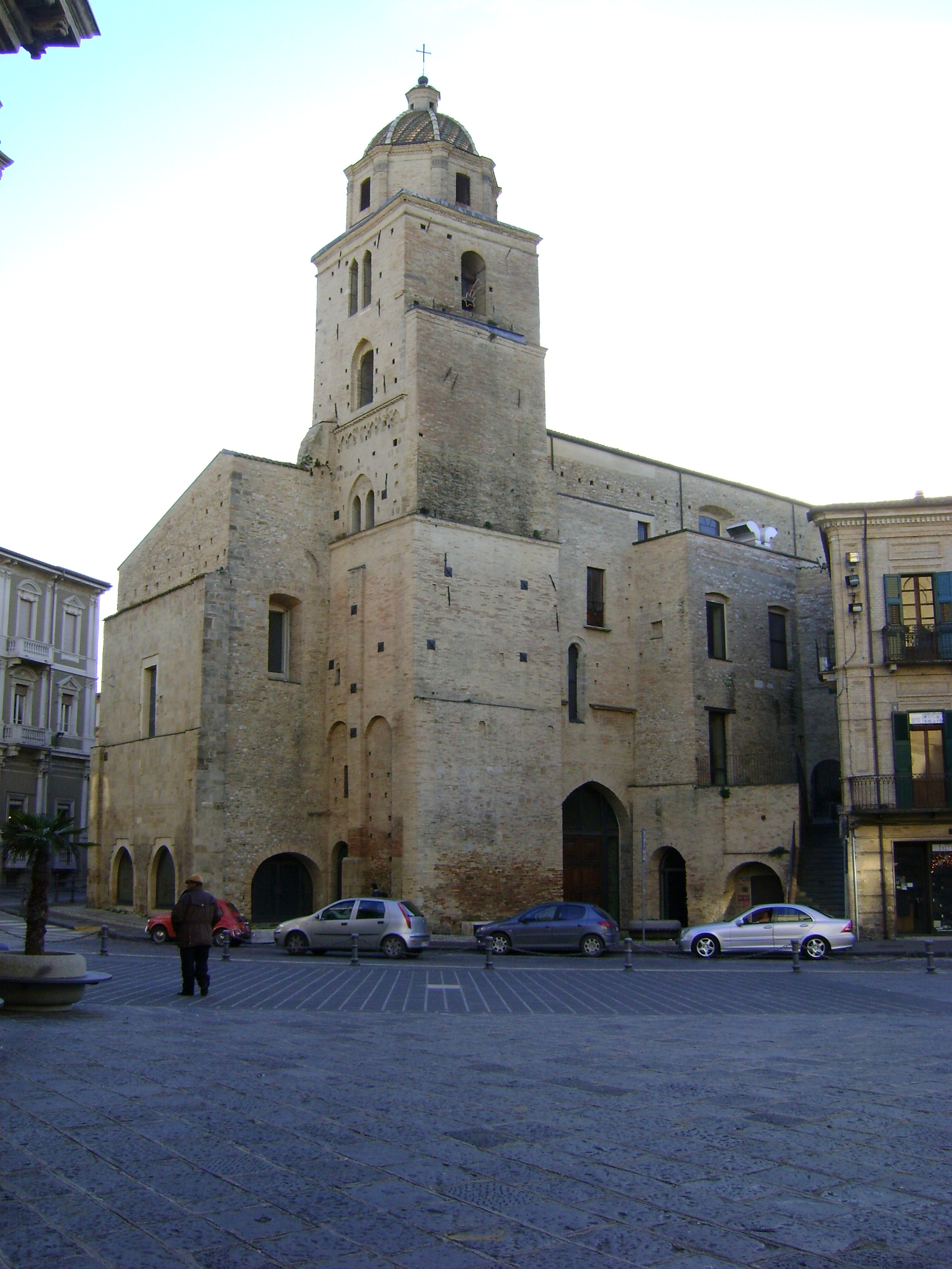
Campanile della chiesa di San Francesco a Lanciano

A Lanciano esiste una leggenda popolare che riguarda il ritorno di Longino in Italia da Gerusalemme. Il soldato, dopo la conversione, avrebbe predicato nella città, stabilendosi nella sua villa che donò ai poveri. Per la sua fede cattolica sarebbe stato denunciato e condannato a morte, e nel luogo dove fu sepolto sarebbe sorto, nell'VIII secolo, il convento di San Legonziano ("Legonziano" proviene da una variante di "Longino"), sopra una cappella in rovine, che serviva come luogo di culto per il martire.
In effetti i resti del convento vecchio di San Legonziano e Domiziano sono inglobati nella chiesa del XIII secolo dedicata a San Francesco d'Assisi. La parte vecchia della chiesa si concentra sotto le fondamenta e presso la base del campanile, e si collegano a dei cunicoli romani della vecchia Anxanum che porta a Ponte Diocleziano (III secolo). La leggenda lancianese vuole che il giorno di Pasqua tre figure di tre affreschi differenti (XIV secolo) di tre diverse chiese della vecchia Lanciano (San Francesco, San Giovanni e la Madonna del Ponte) si animino e interagiscano tra loro, apparendo sotto forma di ombre nella piazza Plebiscito per annunciare la Buona novella.
Inoltre la credenza popolare lancianese vuole che il nome latino della città "Anxanum" provenga dalla prodigiosa lancia di Longino. Infatti il nome della città cambiò in Lanxianum e poi in Lanciano. Anche lo stemma della città riporta l'immagine di una lancia che punta verso il cielo sopra tre colli, i tre colli della città vecchia di Lanciano.

## La lancia di Longino
Nel Medioevo ebbe anche grande diffusione un'altra reliquia del santo, la sua lancia. In verità, numerose furono le reliquie identificate con la Lancia Sacra (chiamata anche Lancia del Destino).
Gli imperatori del Sacro Romano Impero, ad esempio, da Ottone I in poi, avevano fra le proprie insegne la cosiddetta Lancia Sacra, e presto arrivarono a identificarla con quella. Nella punta di questa lancia sacra fu incorporato un chiodo di ferro che sarebbe uno di quelli usati per crocifiggere Gesù. Ancora oggi essa è custodita nel palazzo Hofburg a Vienna.
Un'altra reliquia della punta della lancia di Longino, raccolta dal re di Francia san Luigi, fu conservata con altre reliquie attribuite a Gesù, come la corona di spine e un frammento della Vera Croce, nella Sainte-Chapelle di Parigi fino alla Rivoluzione francese, quando furono disperse dai rivoluzionari.

## Omaggi e citazioni
- Un oggetto chiamato Lancia di Longino compare nella serie anime e manga Neon Genesis Evangelion.
- La lancia di Longino è una delle carte del gioco Force of Will. La carta in questione è chiamata "Longino, la Lancia Sacra."
- La lancia di Longinus è un'arma ricorrente nella saga di Final Fantasy (in vari capitoli viene semplicemente definita come "Longinus"). Nel decimo capitolo, per esempio, è l'Arma dei Sette Astri di Kimahri.
- La lancia di Longino (raffigurata come Lancia sacra) ha un ruolo importante nel film Constantine.
- Riferimenti alla lancia di Longino sono presenti anche nel film Indiana Jones e il quadrante del destino della saga di Indiana Jones.